# Ixodina abyssinica
Ixodina abyssinica är en skalbaggsart som beskrevs av Roth 1851. Ixodina abyssinica ingår i släktet Ixodina och familjen bladhorningar. Inga underarter finns listade i Catalogue of Life.